# BMW Z4 (E89)
BMW Z4 (E89) — друге покоління дводверних родстерів BMW Z4, яке випускалося з 2009 по 2016 рік. E89 замінив Z4 (E85/E86) і є четвертою моделлю в серії BMW Z.
E89 Z4 був першою моделлю серії Z, в якій використовувався висувний жорсткий дах, що означало, що більше не було окремих версій автомобіля родстер і купе. Для покоління E89 не було моделі Z4 M.
На зміну Z4 (E89) у 2018 році прийшов Z4 (G29).

## Опис

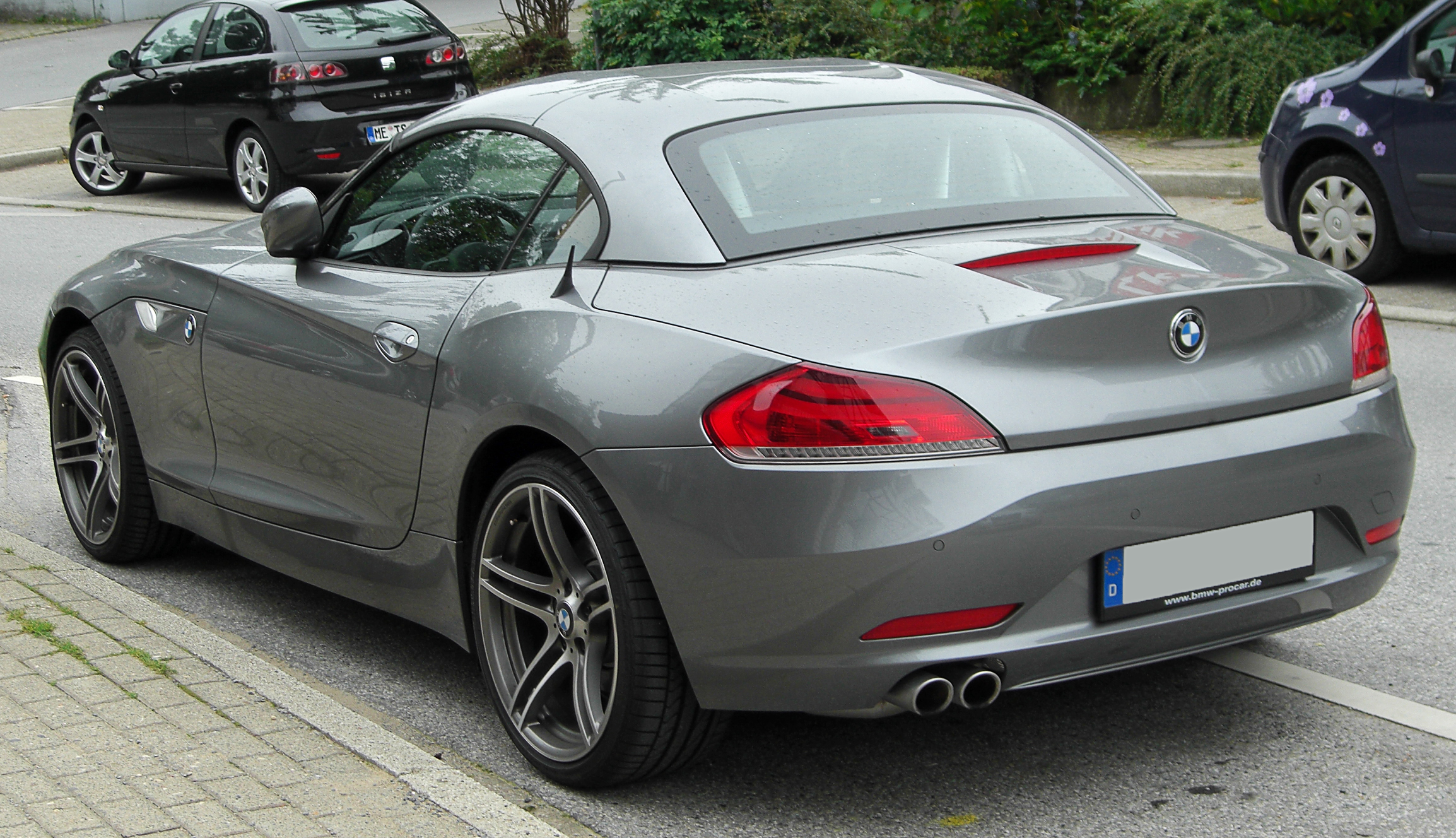
BMW Z4 E89

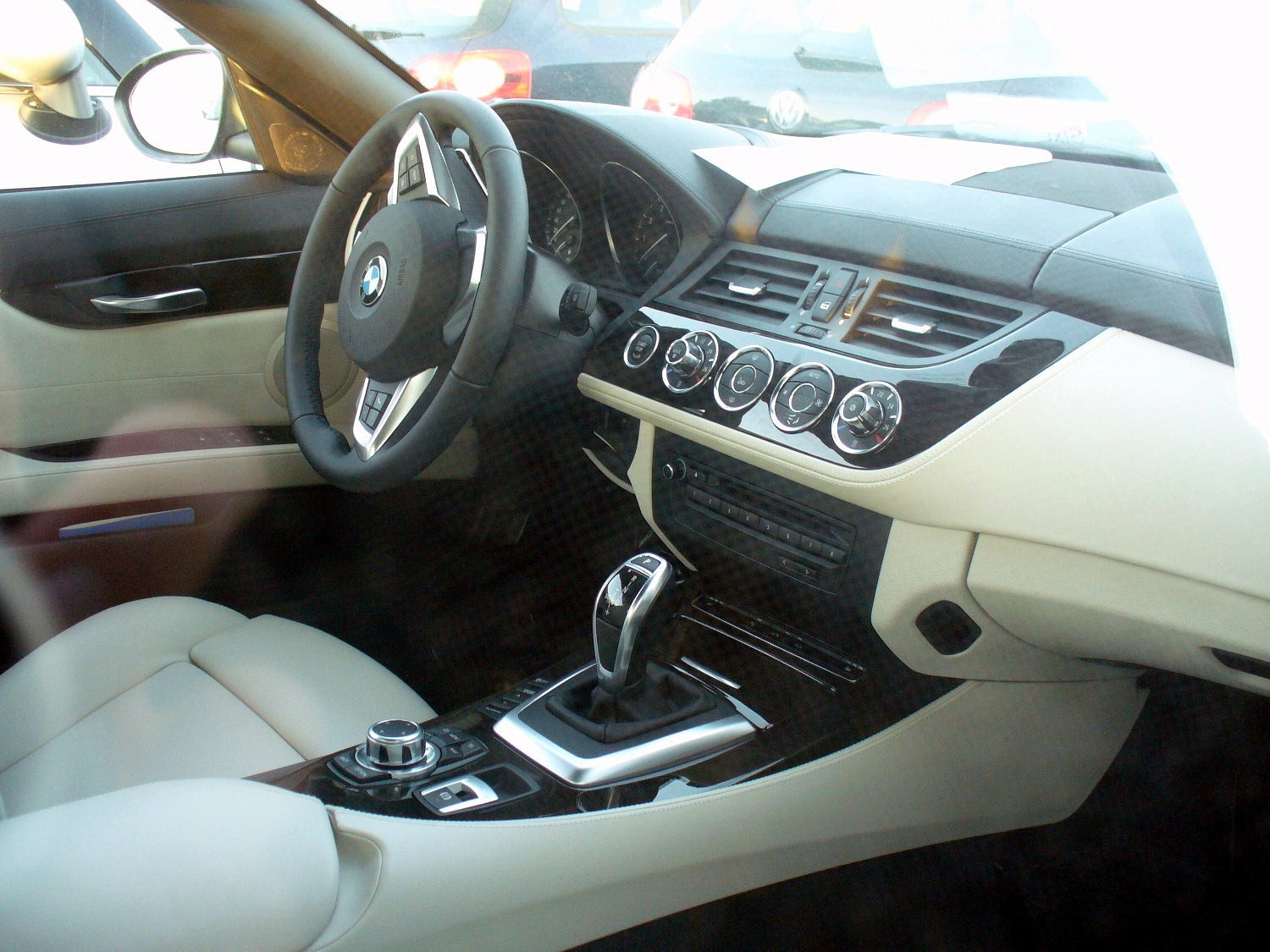
Салон

Виробництво моделі E89 стартувало на початку лютого 2009 року на заводі BMW у місті Регенсбург, Німеччина. Перенесення виробництва з США було викликано необхідністю застосування спеціального обладнання для виготовлення алюмінієвих деталей, які широко застосовувалися в новому автомобілі. Крім того, складна конструкція жорсткого складаного даху також вимагала особливих технологій. У продаж автомобіль надійшов 9 травня 2009 року.
Зовнішній вигляд нового автомобіля був створений німецьким дизайнером Джуліаною Блазі (Juliane Blasi). Основні розміри та технічна «начинка» моделі залишилися колишніми, але кузов був повністю новим і мав жорсткий, що складається з двох алюмінієвих частин, що складається в багажник дах. Всього за 20 секунд, повністю автоматично, автомобіль перетворювався з відкритого родстера на закрите купе і назад. Місце для складеного даху та багажник були відокремлені один від одного рухомою перегородкою. При піднятому даху її можна було повернути, внаслідок чого об'єм багажника збільшувався зі 180 до 310 літрів. Велике заднє скло з обігрівом забезпечувало хорошу оглядовість, всі чотири бічні стекла могли опускатися окремо. Жорсткість на кручення нового кузова становила 18 000 Нм/град із піднятим дахом.
Дизайн салону спроектований німкенею Надею Арнаут (Nadya Arnaout) з каліфорнійської студії Designworks USA. За рахунок вищого даху в ньому побільшало вільного простору, спортивні сидіння з електрорегулюванням і пам'яттю налаштувань були обтягнуті шкірою, що має спеціальне покриття, що відображає сонячні промені. Аудіосистема HiFi Professional потужністю 650 Вт мала чотирнадцять динаміків, у тому числі три низькочастотні під сидіннями і була точно відкалібрована під архітектуру салону. Є можливість підключення USB та Bluetooth пристроїв. Навігаційна система з 8,8-дюймовим екраном високої роздільної здатності мала російський інтерфейс та вбудований жорсткий диск для зберігання карт та іншої мультимедійної інформації. Система BMW ConnectedDrive дозволяла виходити в інтернет, визначати своє місцезнаходження, зв'язуватись із службою ремонту.
Спочатку моделі встановлювалися виключно шестициліндрові двигуни. У гамі двигунів, крім атмосферних, з'явилися тубонаддувні мотори. Вони мали дві турбіни із проміжним охолодженням повітря. Кожна турбін обслуговувала половину циліндрів двигуна. У цих моторах застосовувалася спеціальна високоточна система безпосереднього упорскування палива (High Precision Injection). П'єзоелектрична форсунка подавала паливо під тиском 200 бар на іскру свічки запалювання. За рахунок малого часу спрацьовування, всього 0,14 мілісекунд, дуже точно дозувалося кількість палива, що подається. Усе це робило двигуни потужними, з гнучкою характеристикою і мінімальним витратою палива[60]. У 2011 році атмосферні шестициліндрові двигуни були замінені на чотирициліндрові з турбіною Твінскрол.
Новинкою автомобілів другого покоління була преселективна роботизована коробка передач DKG. Кожен із двох валів шестерень коробки, для парних і непарних передач, мав власне зчеплення. У момент перемикання передачі від двигуна від'єднувався лише один із валів, що дозволяло перемикати передачі дуже швидко, практично без розриву потоку потужності. Коробка могла працювати як у автоматичному, і у ручному режимах. У разі перемикання здійснювалися або з допомогою важеля між сидіннями, або з допомогою підрульових перемикачів. З 2011 року на додаток до шестиступінчастої автоматичної коробки передач Steptronic на автомобілі стала встановлюватися восьмиступінчаста автоматична коробка передач.
Найцікавішим нововведенням у ходовій частині автомобіля була адаптивна М-підвіска, що встановлюється за доплату. Датчики вимірювали параметри руху автомобіля, а електроніка за частки секунди регулювала жорсткість кожного амортизатора. В рамках програми економії енергії та захисту навколишнього середовища, BMW EfficientDynamics, на автомобілі було встановлено рекуперативну систему гальмування. При звичайному русі автомобіля генератор був відключений від приводу і не працював, але при гальмуванні він підключався і, створюючи певний гальмівний момент, виробляв енергію, що заряджає акумулятор. Антиблокувальна система гальм (ABS) та система курсової стійкості (DSC) обзавелися новими додатковими функціями:
- динамічне гальмування (DBC), що допомагає скоротити гальмівний шлях при екстреному гальмуванні;
- підготовка до екстреного гальмування, коли колодки підводяться до дисків зменшення часу спрацьовування;
- осушення мокрих гальм за рахунок невеликих автоматичних підгальмовувань;
- допомога при торканні на підйомі, коли гальма відпускаються за секунду після натискання на педаль газу;
- компенсація падіння ефективності гальм із нагріванням.

Останній автомобіль залишив конвеєр заводу у Регенсбурзі 22 серпня 2016 року. Після випуску більш ніж 115 тисяч родстерів виробництво моделі було припинено.

## Двигуни
- 2.0 L N20 I4 turbo
- 2.5 L N52 I6
- 3.0 L N52 I6
- 3.0 L N54 I6 twin-turbo

## Z4 GT3

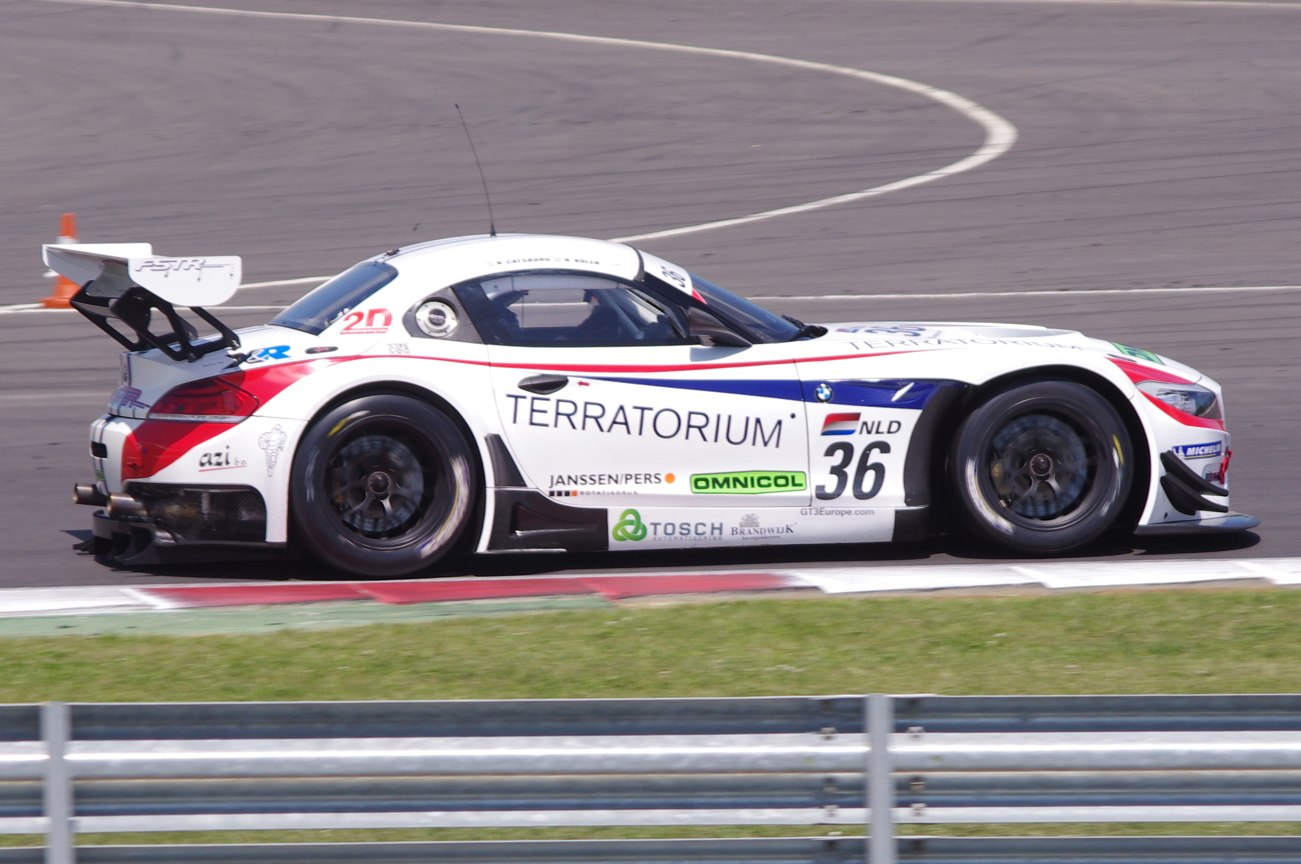
BMW Z4 GT3

Гоночна модель — Z4 GT3 з розтягнутою колісною базою та зміщеним назад салоном, довшим капотом та широкими арками коліс була представлена у березні 2010 року. Автомобіль оснащувався V-подібним восьмициліндровим двигуном, об'єднаним із шестиступінчастою секвентальною коробкою передач. На сталевий каркас кузова навішувалися пластмасові крила, капот, дах та багато інших деталей, які забезпечували автомобілю тонко налаштовані аеродинамічні характеристики.
Перша перемога прийшла до Z4 GT3 у гонці на витривалість 24 години Дубая у січні 2011 року. В 2015 модель була замінена своїм наступником автомобілем BMW M6 GT3.

## Виробництво
| рік     | всього  |
| ------- | ------- |
| 2009    | 22,761  |
| 2010    | 24,575  |
| 2011    | 18,809  |
| 2012    | 15,249  |
| 2013    | 12,866  |
| 2014    | 10,802  |
| 2015    | 7,950   |
| 2016    | 5,432   |
| всього: | 118,444 |